# Regierung Martens III

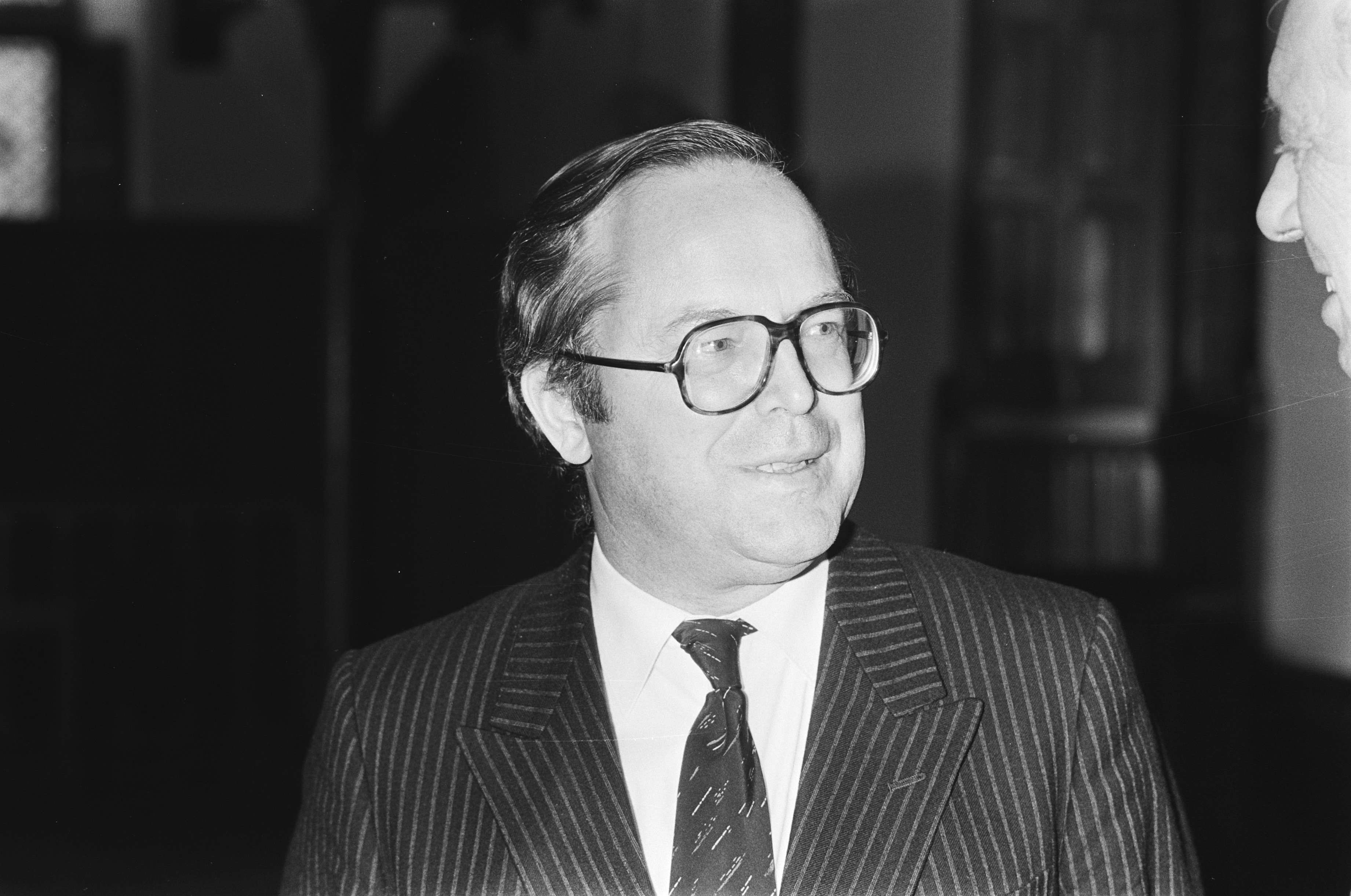
Wilfried Martens war von 1979 bis 1981 sowie erneut von 1981 bis 1992 Premierminister von Belgien

Die Regierung Martens III wurde in Belgien am 18. Mai 1980 von Premierminister Wilfried Martens gebildet und löste die Regierung Martens II ab. Sie blieb bis zum 7. Oktober 1980 im Amt und wurde dann von der Regierung Martens IV abgelöst. Der Regierung gehörten Minister der Christlichen Volkspartei (CVP/PSC) und der Sozialistischen Partei (BSP/PSB), der Partei für Freiheit und Fortschritt (PVV) und der Liberalen Reformpartei (PRL) an.

## Minister
| Amt                                                                | Amtsinhaber               | Partei | Beginn der Amtszeit        | Ende der Amtszeit             |
| ------------------------------------------------------------------ | ------------------------- | ------ | -------------------------- | ----------------------------- |
| Premierminister                                                    | Wilfried Martens          | CVP    | 18. Mai 1980               | 7. Oktober 1980               |
| Vize-Premierminister Verkehrsminister                              | Guy Spitaels              | PSB    | 18. Mai 1980               | 7. Oktober 1980               |
| Vize-Premierminister                                               | Herman Vanderpoorten      | PVV    | 18. Mai 1980               | 7. Oktober 1980               |
| Justizminister                                                     | Herman Vanderpoorten      | PVV    | 18. Mai 1980               | 7. Oktober 1980               |
| Wirtschaftsminister                                                | Willy Claes               | BSP    | 18. Mai 1980               | 7. Oktober 1980               |
| Wissenschaftsminister                                              | José Desmarets            | PSC    | 18. Mai 1980               | 7. Oktober 1980               |
| Finanzminister                                                     | Robert Henrion Paul Hatry | PRL    | 18. Mai 1980 29. Juni 1980 | 29. Juni 1980 4. Oktober 1980 |
| Minister für öffentliche Arbeiten                                  | Jos Chabert               | CVP    | 18. Mai 1980               | 7. Oktober 1980               |
| Außenminister                                                      | Charles-Ferdinand Nothomb | PSC    | 18. Mai 1980               | 7. Oktober 1980               |
| Verteidigungsminister                                              | Charles Poswick           | PRL    | 18. Mai 1980               | 7. Oktober 1980               |
| Minister für Volksgesundheit und Umwelt                            | Alfred Califice           | PSC    | 18. Mai 1980               | 7. Oktober 1980               |
| Minister für Landwirtschaft und Mittelstand                        | Albert Lavens             | CVP    | 18. Mai 1980               | 7. Oktober 1980               |
| Minister für Post, Telegrafie und Telefonie Minister für Pensionen | Herman De Croo            | PVV    | 18. Mai 1980               | 7. Oktober 1980               |
| Minister für soziale Fürsorge                                      | Luc Dhoore                | CVP    | 18. Mai 1980               | 7. Oktober 1980               |
| Haushaltsminister                                                  | Gaston Geens              | CVP    | 18. Mai 1980               | 7. Oktober 1980               |
| Außenhandelsminister                                               | Robert Urbain             | PSB    | 18. Mai 1980               | 7. Oktober 1980               |
| Minister für Entwicklungszusammenarbeit                            | Mark Eyskens              | CVP    | 18. Mai 1980               | 7. Oktober 1980               |
| Minister für Beschäftigung und Arbeit                              | Roger De Wulf             | BSP    | 18. Mai 1980               | 7. Oktober 1980               |
| Minister für den öffentlichen Dienst                               | Élie Deworme              | PSB    | 18. Mai 1980               | 7. Oktober 1980               |
| Minister für institutionelle Reformen                              | Philippe Moureaux         | PSB    | 18. Mai 1980               | 7. Oktober 1980               |
| Ministerin für die flämische Gemeinschaft                          | Marc Galle                | BSP    | 18. Mai 1980               | 7. Oktober 1980               |
| Ministerin für die flämische Gemeinschaft                          | Rika De Backer            | CVP    | 18. Mai 1980               | 7. Oktober 1980               |
| Ministerin für die flämische Gemeinschaft                          | André Kempinaire          | PVV    | 18. Mai 1980               | 7. Oktober 1980               |
| Minister für niederländischen Unterricht                           | Willy Calewaert           | BSP    | 18. Mai 1980               | 7. Oktober 1980               |
| Minister für die französische Gemeinschaft                         | Michel Hansenne           | PSC    | 18. Mai 1980               | 7. Oktober 1980               |
| Minister für die Region Wallonien                                  | Jean-Maurice Dehousse     | PSB    | 18. Mai 1980               | 7. Oktober 1980               |
| Ministerin für die Region Brüssel                                  | Cécile Goor-Eyben         | PSC    | 18. Mai 1980               | 7. Oktober 1980               |
| Minister für französischsprachigen Unterricht                      | Guy Mathot                | PSB    | 18. Mai 1980               | 7. Oktober 1980               |